# Kaple se sochou sv. Jana Nepomuckého (Dřevěnice)
Výklenková kaplička se sochou sv. Jana Nepomuckého se nachází v centru obce Dřevěnice v okrese Jičín při místní komunikaci. 

## Popis
Výklenková kaple je postavena na nízkém soklu s jednoduchou zaoblenou kamennou římsou. Na římsu navazuje nika o výšce 215 cm se sochou světce. Plochy po stranách niky jsou doplněny pilastry s patkami bez hlavic. Pilastry jsou ukončeny výrazným trojúhelníkovým profilovaným frontonem. Střecha je krytá pálenými taškami (bobrovky) a je ukončena ve vrcholu kovovým pozlaceným křížkem.
V nice stojí na nízkém podstavci socha svatého Jana Nepomuckého o výšce 140 cm. Podstavec je tvořen nízkým jednoduše profilovaným soklíkem s profilovanou krycí římsou. Čelní strana dříku je doplněna výrazným reliéfem zlacené osmicípé hvězdy a švabachem psaným nápisem s letopočtem 1705, St. Jene / Nepomuczký / Jmeno czest Chran / Wzdiczky. / A 1705 D: 28S… 